# Распутин (опера Раутаваара)
Распутин (фин. Rasputin) — опера в трёх актах Эйноюхани Раутаваара 2003 года на финском языке. Посвящена Григорию Распутину.

## Критика
Никита Елисеев отозвался о музыке как о подчеркнуто старомодной и о сюжете — как о превращении истории героя желтой прессы Распутина в эпос. Либретто и музыка составляют собой некое смысловое единство, в котором простой мужик противостоит «негодяям-извращенцам». Музыка напоминает музыку советских оперных композиторов 1960-х годов. Исполнитель главной роли имел великолепный бас и играл с актёрской достоверностью. В целом опера «трогательна, как вклинивающиеся в финское пение русские слова Gospodi, Grigorij Efimovitsch».

## Записи
- DVD-диск Матти Салминен (Григорий Ефимович Распутин), Лилли Паасикиви (Александра Фёдоровна), Йорма Хюннинен (царь Николай), Риикка Рантанен (Ирина Юсупова), Ритва-Лииса Корхонен (Аня Вырубова), Юрки Анттила (Феликс Юсупов), Габриэль Suovanen (Дмитрий Павлович), Юрки Корхонен (Владимир Пуришкевич), оркестр и хор Финской национальной оперы, Микко Франк; Ondine Records 2006[3].